# Doubravka XIV.
Doubravka XIV. je rozhledna v lesoparku Čihadla na kopci Horka v Kyjích, poblíž Černého Mostu v městské části Praha 14. Autorem návrhu je prof. Ing. arch. Martin Rajniš spolu se svým ateliérem Huť architektury, která stavbu také realizovala. Výstavba probíhala od června 2017 do června 2018. Doubravka v Praze 14 vznikla díky spolupráci městské části, soukromého partnera a dárců.
Rozhlednu z největší části financovala firma Landia Management s.r.o. (3 mil. korun), jež poblíž staví rezidenční projekty. Půl milionu korun se získalo od veřejnosti formou prodeje schodů s vlastními vzkazy na rozhledně. Věž v podobě trojbokého jehlanu je vytvořena z ohýbaného akátového dřeva. I s korouhví je vysoká 23,5 metrů, přičemž po 98 schodech lze vyjít do výšky 20 m. Na vrcholu může současně stanout až devět osob.
Je první veřejně přístupnou nově postavenou rozhlednu v Praze od roku 1992, kdy byl dokončen Žižkovský vysílač.
Rozhledna se stala součástí naučného vycházkového okruhu přírodním parkem Čihadla, který vzniká postupnou revitalizací okolí meandrující Rokytky.

## Historie rozhledny
Rozhledna Doubravka vznikla z iniciativy městské části Praha 14, která je i vlastníkem stavby.[zdroj?] Příprava projektu trvala čtyři roky. Na břehu Kyjského rybníka byl nejprve v roce 2014 vztyčen dvanáctimetrový prototyp oblouku budoucí rozhledny – Artefakt Kyje –, který byl po tři roky předmětem pozorování a měření spojů a ohybu materiálu. Realizace skutečné rozhledny na blízkém kopci Horka poté trvala celý rok.[zdroj?] Základním konstrukčním materiálem je přes 7 km kmínků akátu včetně odpadu. Bylo na ni použito celkem 5162 kg oceli, 3000 svorníků, 6000 matic a zhruba 1000 kmínků trvanlivého a snadno obnovitelného akátového dřeva, které vyrostlo na Moravě v okolí Bzence. Stavěly ji čtyři jeřáby.
V roce 2018 v 25. ročníku soutěže Grand Prix architektů (s podtitulem Národní cena za architekturu), pořádané Obcí architektů udělila porota stavbě jednu z pěti hlavních cen.
V roce 2018 byla stavba nominována na cenu Miese van der Rohe, do užšího výběru se však nedostala.
Dne 20. listopadu 2019 byla rozhledna poškozena požárem. Technická závada byla vyloučena, probíhalo vyšetřování, zda šlo o úmysl, či nedbalost. Škoda byla odhadnuta na půl milionu až milion korun a oprava měla trvat asi čtyři měsíce. Rozhlednu se ovšem podařilo zpřístupnit přesně měsíc od požáru, tedy 20. prosince 2019.

## Přístup
Kromě období mimo sezónu (listopad až březen) je rozhledna otevřena a vstup je zdarma.

## Galerie

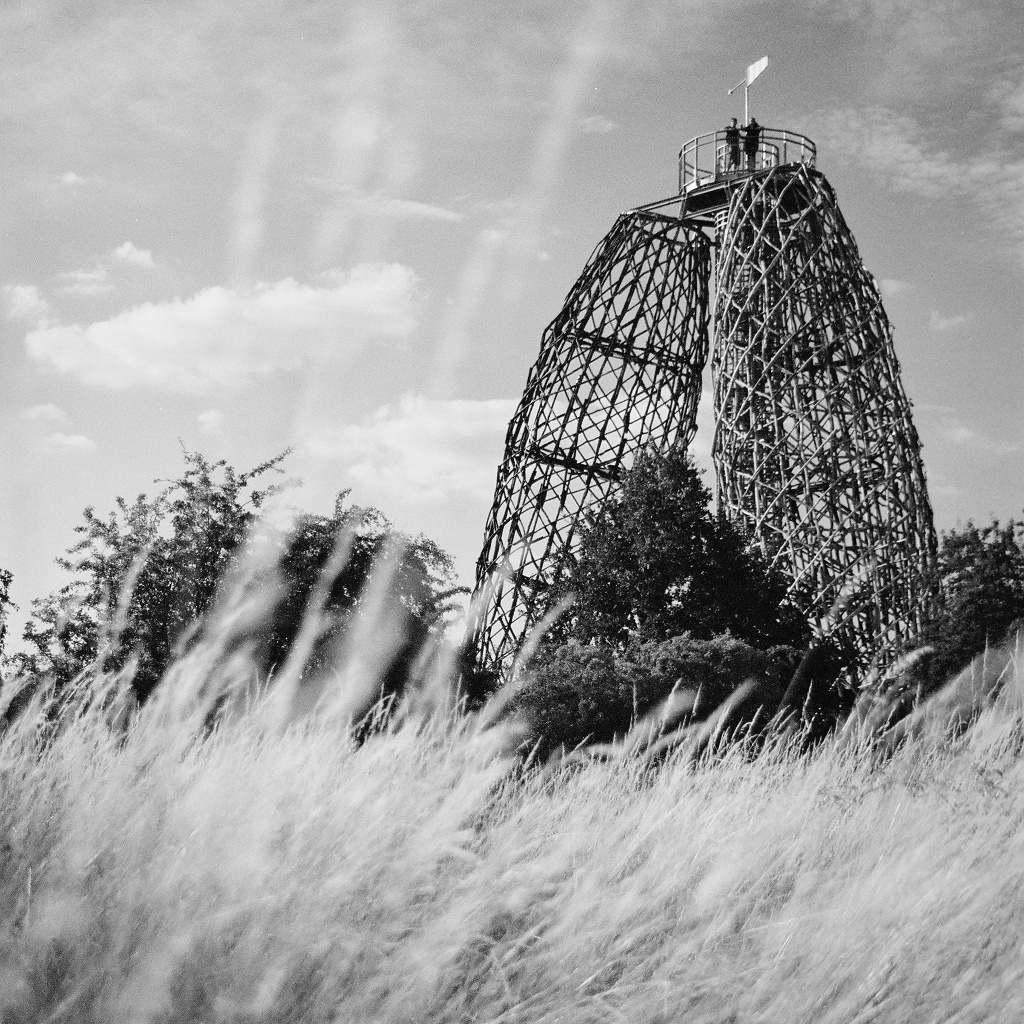
Pohled na rozhlednu z jižní strany
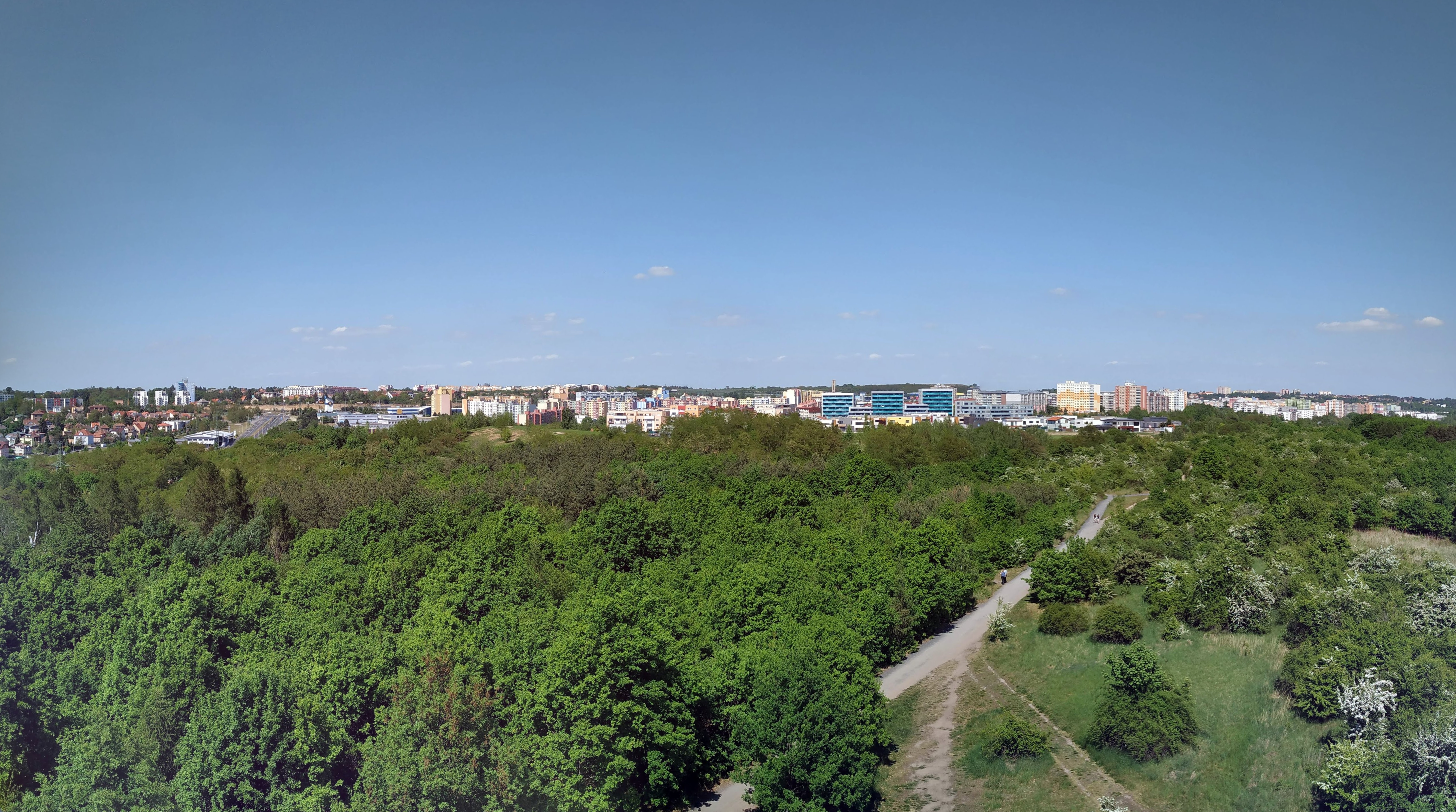
Výhled z rozhledny směrem na Černý Most
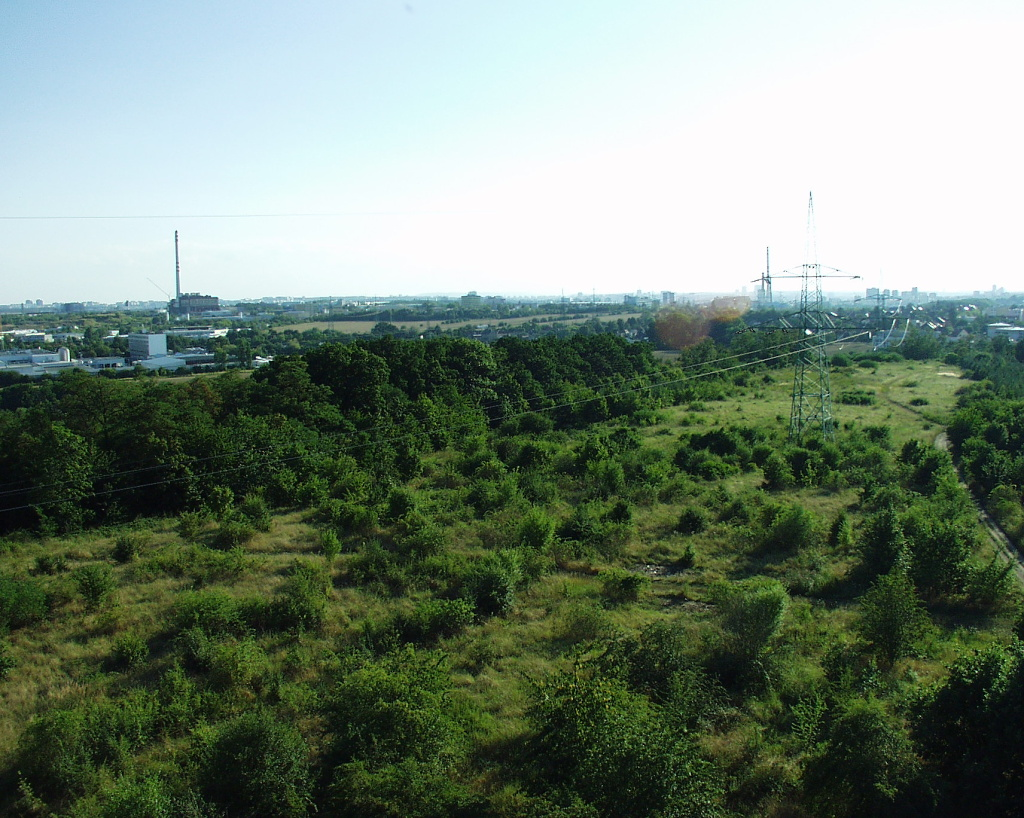
Výhled z rozhledny směrem na Malešice
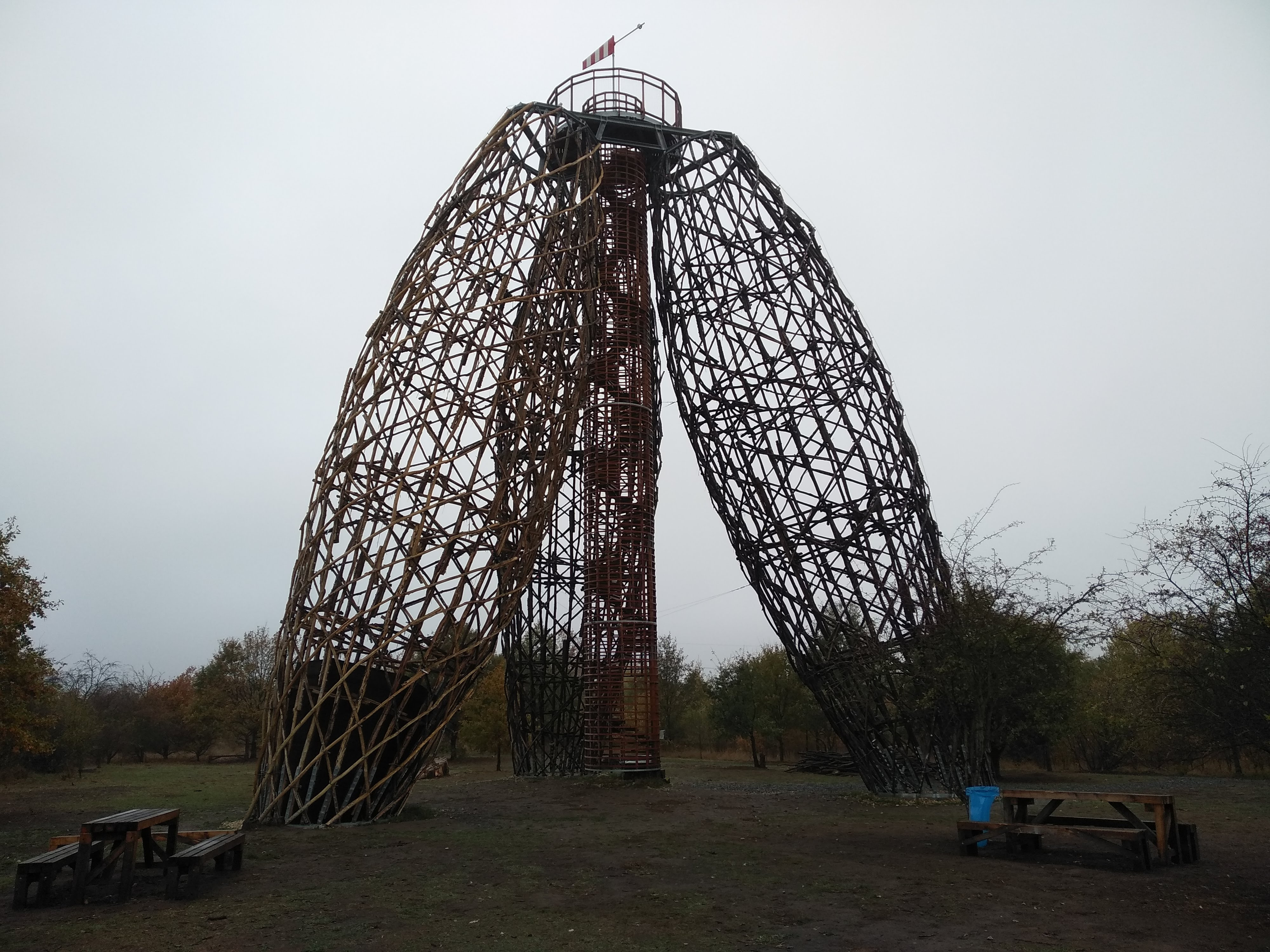
Podzim 2018